# Suero Bermúdez
Suero Bermúdez o Vermúdez, també anomenat Suario, va ser un bisbe de Dume, seu ubicada ja a Mondoñedo, que va viure al voltant de l'any 1015. El seu nom i cognom consten en un document del Monestir de Meira de la següent manera: VI. Kal. Sept. Era L.III. post M. tenente Epsicopatu suo in Sede Dumiense, id est, Suario Vermudiz, que segons Enrique Flórez abans era desconegut. Apunta Flórez també que vers l'any 1022, després de la destrucció de la ciutat de Tui, Bermúdez va assumir de forma titular la diòcesi de Tui, si bé si bé després la diòcesi va ser integrada a l'arquebisbat de Santiago de Compostel·la.